# Campeonato Europeo de Halterofilia de 1970
El XLIX Campeonato Europeo de Halterofilia se celebró en Szombathely (Hungría) entre el 20 y el 28 de junio de 1970 bajo la organización de la Federación Europea de Halterofilia (EWF) y la Federación Húngara de Halterofilia.

## Medallistas
| Evento  | Oro                                    | Plata                                  | Bronce                               |
| ------- | -------------------------------------- | -------------------------------------- | ------------------------------------ |
| 52 kg   | Vladislav Krishchishin URSS 340,0      | Sándor Holczreiter · Hungría · 327,5   | Vladimir Smetanin URSS 325,0         |
| 56 kg   | Imre Földi · Hungría · 372,5           | Mieczysław Nowak · Polonia · 362,5     | Walter Szołtysek · Polonia · 352,5   |
| 60 kg   | Mladen Kuchev Bulgaria 382,5           | Jan Wojnowski · Polonia · 377,5        | János Benedek · Hungría · 375,0      |
| 67,5 kg | János Bagócs · Hungría · 432,5         | Waldemar Baszanowski · Polonia · 432,5 | Zbigniew Kaczmarek · Polonia · 427,5 |
| 75 kg   | Viktor Kurentsov URSS 465,0            | Gábor Szarvas · Hungría · 452,5        | Yevgueni Smirnov URSS 445,0          |
| 82,5 kg | Guennadi Ivanchenko URSS 487,5         | György Horváth · Hungría · 472,5       | Stefan Sochański · Polonia · 465,0   |
| 90 kg   | Kaarlo Kangasniemi · Finlandia · 530,0 | Vasili Kolotov URSS 527,5              | Bo Johansson · Suecia · 525,0        |
| 110 kg  | Jaan Talts URSS 562,5                  | Alexandar Kraichev Bulgaria 525,0      | János Hanzlik · Hungría · 517,5      |
| +110 kg | Vasili Alexeyev URSS 612,5             | Kalevi Lahdenranta · Finlandia · 577,5 | Manfred Rieger RDA 565,0             |

1. 1 2 3  Fuerza (kg) + arrancada (kg) + dos tiempos (kg) = TOTAL (kg)

## Medallero
| Núm. | País      | Oro | Plata | Bronce | Total |
| ---- | --------- | --- | ----- | ------ | ----- |
| 1    | URSS      | 5   | 1     | 2      | 8     |
| 2    | Hungría   | 2   | 3     | 2      | 7     |
| 3    | Bulgaria  | 1   | 1     | 0      | 2     |
| 3    | Finlandia | 1   | 1     | 0      | 2     |
| 5    | Polonia   | 0   | 3     | 3      | 6     |
| 6    | RDA       | 0   | 0     | 1      | 1     |
| 6    | Suecia    | 0   | 0     | 1      | 1     |
|      | TOTAL     | 9   | 9     | 9      | 27    |